# Aniel Boué
Aniel Boué (ur. 3 kwietnia 1984) – kubański lekkoatleta specjalizujący się w rzucie oszczepem.
W 2008 zdobył złote medale mistrzostw ibero-amerykańskich i mistrzostw Ameryki Środkowej i Karaibów oraz odpadł w eliminacjach na igrzyskach olimpijskich w Pekinie. 
Medalista mistrzostw Kuby i kubańskiej olimpiady narodowej. 
Rekord życiowy: 80,53 (21 czerwca 2007, Hawana). 

## Osiągnięcia
| Rok  | Impreza                                  | Miejsce | Pozycja           | Wynik |
| ---- | ---------------------------------------- | ------- | ----------------- | ----- |
| 2008 | Mistrzostwa ibero-amerykańskie           | Iquique | 1. miejsce        | 78,77 |
| 2008 | Mistrzostwa Ameryki Środkowej i Karaibów | Cali    | 1. miejsce        | 74,98 |
| 2008 | Igrzyska olimpijskie                     | Pekin   | el. – 28. miejsce | 71,85 |